# Argas hoogstraali
Argas hoogstraali är en fästingart som beskrevs av Francisque Morel och Vassiliades 1965. Argas hoogstraali ingår i släktet Argas och familjen mjuka fästingar.
Artens utbredningsområde är Madagaskar. Inga underarter finns listade i Catalogue of Life.